# 西村昌樹
西村 昌樹（にしむら もとき、1947年6月8日 - ）は、千葉県出身の日本の柔道家。身長185cm。体重115kg。

## 経歴
1966年日本大学第一高等学校卒業、拓殖大学卒業。
1972年の全日本選手権3位。ミュンヘンオリンピック柔道男子重量級銅メダリスト。

## 主な戦績
（階級表記のない大会は全て重量級での成績）
- 1965年 - インターハイ 優勝
- 1967年 -　優勝大会 2位
- 1967年 - ユニバーシアード 優勝
- 1969年 -　選抜体重別 3位
- 1969年 -　優勝大会 3位
- 1970年 - アジア選手権 無差別 優勝
- 1972年 - 全日本選手権 3位
- 1972年 - 選抜体重別 優勝
- 1972年 - ミュンヘンオリンピック 3位